# Carlos Andrés Gómez
Pour les articles homonymes, voir Carlos Gómez.
Carlos Andrés Gómez, né le 12 septembre 2002 à Quibdó (Colombie), est un footballeur international colombien qui évolue au poste d'ailier droit au Vasco da Gama, en prêt du Stade rennais FC.

## Biographie

### Millonarios FC
Né à Quibdó en Colombie, Carlos Andrés Gómez est formé par le Millonarios FC.
Le 15 novembre 2021, il fait ses débuts en professionnel lors d'un match de championnat de Colombie face à l'Alianza Petrolera. Il est titularisé au poste d'ailier gauche et les deux équipes se neutralisent (1-1, score final).
Le 1er mai 2022, il inscrit son premier but en professionnel lors d'une rencontre de championnat face au Patriotas Boyacá. Titulaire, il ouvre le score et contribue à la victoire de son équipe par deux buts à un.
Le 8 septembre 2022, il prolonge son contrat avec Los Embajadores jusqu'en décembre 2025.

### Real Salt Lake
Le 10 janvier 2023, Carlos Andrés Gómez signe au Real Salt Lake, franchise évoluant en Major League Soccer (MLS), pour un contrat courant jusqu'en décembre 2027, avec une année supplémentaire en option,.
Le 23 avril 2023, il inscrit son premier but pour le Real Salt Lake, lors d'une rencontre de MLS face aux Earthquakes de San José. Titulaire, il délivre une passe décisive pour Jefferson Savarino et marque d'une frappe du gauche à l'entrée de la surface de réparation. Il contribue ainsi à la victoire de son équipe ce jour-là (3-1, score final),. Sa prestation lui vaut d'être nommé dans l'équipe type de MLS pour cette journée.

### Stade rennais FC
Le 17 août 2024, Carlos Andrés Gómez décide de quitter la MLS et de s'engager avec le Stade rennais FC. Il paraphe un contrat de cinq ans, soit jusqu'en juin 2029,,. Le montant du transfert est estimé à 10 millions d'euros.
Le 25 octobre 2024, il inscrit son premier but sous ses nouvelles couleurs lors d'un match de championnat contre Le Havre AC (victoire, 1-0),,. Le 13 avril 2025, contre ce même adversaire mais cette fois-ci à l'extérieur, il marque son deuxième but avec les Rouge et Noir (victoire, 1-5),,.

#### Prêt au Vasco da Gama
Le 19 août 2025, Carlos Andrés Gómez est prêté avec option d'achat au Vasco da Gama pour une durée d'un an,.

## Statistiques

### En club
| Saison                | Club                  | Championnat           | Championnat | Championnat | Championnat | Coupe(s) nationale(s) | Coupe(s) nationale(s) | Coupe(s) nationale(s) | Compétition(s) continentale(s) | Compétition(s) continentale(s) | Compétition(s) continentale(s) | Compétition(s) continentale(s) | Total | Total | Total |
| Saison                | Club                  | Division              | M.          | B.          | P.d.        | M.                    | B.                    | P.d.                  | Comp.                          | M.                             | B.                             | P.d.                           | M.    | B.    | P.d.  |
| 2021                  | Millonarios FC        | TF                    | 7           | 0           | 0           | 0                     | 0                     | 0                     | -                              | -                              | -                              | -                              | 7     | 0     | 0     |
| 2022                  | Millonarios FC        | TA+TF                 | 41          | 9           | 3           | 8                     | 3                     | 2                     | CL                             | 1                              | 0                              | 0                              | 50    | 12    | 5     |
| Sous-total            | Sous-total            | Sous-total            | 48          | 9           | 3           | 8                     | 3                     | 2                     | -                              | 1                              | 0                              | 0                              | 57    | 12    | 5     |
| 2023                  | Real Salt Lake        | MLS                   | 33          | 1           | 5           | 7                     | 1                     | 2                     | -                              | -                              | -                              | -                              | 40    | 2     | 7     |
| 2024                  | Real Salt Lake        | MLS                   | 23          | 13          | 7           | 2                     | 0                     | 1                     | -                              | -                              | -                              | -                              | 25    | 13    | 8     |
| Sous-total            | Sous-total            | Sous-total            | 56          | 14          | 12          | 9                     | 1                     | 3                     | -                              | 0                              | 0                              | 0                              | 65    | 15    | 15    |
| 2024-2025             | Stade rennais FC      | Ligue 1               | 17          | 3           | 0           | 2                     | 0                     | 0                     | -                              | -                              | -                              | -                              | 19    | 3     | 0     |
| 2025                  | Vasco da Gama (prêt)  | Série A               | 0           | 0           | 0           | 0                     | 0                     | 0                     | -                              | -                              | -                              | -                              | 0     | 0     | 0     |
| Total sur la carrière | Total sur la carrière | Total sur la carrière | 121         | 26          | 15          | 19                    | 4                     | 5                     | -                              | 1                              | 0                              | 0                              | 141   | 30    | 20    |

### En sélection nationale
| Années                | Sélection             | Phases finales        | Phases finales | Phases finales | Phases finales | Éliminatoires | Éliminatoires | Éliminatoires | Éliminatoires | Amicaux | Amicaux | Amicaux | Total | Total | Total |
| Années                | Sélection             | Comp.                 | M.             | B.             | P.d.           | Comp.         | M.            | B.            | P.d.          | M.      | B.      | P.d.    | M.    | B.    | P.d.  |
| --------------------- | --------------------- | --------------------- | -------------- | -------------- | -------------- | ------------- | ------------- | ------------- | ------------- | ------- | ------- | ------- | ----- | ----- | ----- |
| 2023                  | Colombie              | -                     | -              | -              | -              | -             | -             | -             | -             | 2       | 1       | 0       | 2     | 1     | 0     |
| 2024                  | Colombie              | -                     | -              | -              | -              | CdM 2026      | 2             | 1             | 0             | 0       | 0       | 0       | 2     | 1     | 0     |
| Total sur la carrière | Total sur la carrière | Total sur la carrière | 0              | 0              | 0              | -             | 2             | 1             | 0             | 2       | 1       | 0       | 4     | 2     | 0     |

Le tableau suivant liste les rencontres de l'équipe de Colombie dans lesquelles Carlos Andrés Gómez a été sélectionné depuis le 10 décembre 2023 jusqu'à présent :

## Palmarès

### En club
| Millonarios FC (1)                            |
| --------------------------------------------- |
| - Coupe de Colombie (1) : - Vainqueur : 2022. |